# Аульфтанес
Аульфтанес (исл. Álftanes) — город в Исландии. До 2013 года являлся отдельной общиной, однако после соединения с общиной Гардабайр, стал ее частью.

## География и история
Топоним Аульфтанес впервые упоминается в «Книге о заселении земли»
«Книга о заселении земли» (исл. Landnámabók):

Халль прибыл в Исландию и занял по совету Ингольва землю от Глинистой Бухты до Реки Верескового Оврага. Сыном Халля был Хельги, который женился на Турид, дочери Кетильбьёрна. Их сыном был Торд с Мыса Альва, который женился на Гудню, дочери Хравнкеля.Оригинальный текст (др.-исл.)Hallr fór til Íslands ok nam land með ráði Ingólfs frá Leiruvági til Mógilsár. Sonr Halls var Helgi, er átti Þuríði Ketilbjarnardóttur. Þeira sonr var Þórðr í Álfsnesi, er átti Guðnýju Hrafnkelsdóttur.
Аульфтанес расположен в непосредственной близости от столицы страны Рейкьявика. Площадь города составляет 5 км². Численность населения — 2361 человек (на 1 декабря 2007 года, перепись). Плотность населения — 474 чел./км². В Аульфтанесе находится резиденция президента Исландии — Бессастадир.
Город был образован в 1878 году в результате разделения двух общин. До 2004 года назывался Бессастадахреппюр.
В городе находится лютеранская церковь Гардакиркья.

## Города-побратимы
- Йёвик, Норвегия
- Нествед, Дания
- Евле, Швеция

До декабря 2013 года побратимом Аульфтанеса была также финская Раума.